# 海本きくえ
海本 きくえ（うみもと きくえ、1964年2月3日 - ）は、日本の女性俳優、声優。愛知県出身。プロダクション・タンク所属。

## 出演作品

### 映画
- 東京ゾンビ

### テレビ
- 相棒
- 世界痛快伝説!!運命のダダダダーン!
- 最終警告!たけしの本当は怖い家庭の医学
- kids ビーンズ

### テレビアニメ
- SHY（2023年、保険医）

### 吹き替え
- ATHENA -アテナ-
- 悪魔を見た
- WITHOUT A TRACE/FBI 失踪者を追え!
- おさるのジョージ（デューイ）
- グッド・ワイフ
- クリミナル・マインド FBI行動分析課
- ザ・ホワイトハウス
- しあわせの処方箋
- シークレット・サークル
- チャームド 〜魔女3姉妹〜
- ナース・ジャッキー
- HAWAII FIVE-0（ローラ（ケリー・ヒュー））
- プライベート・プラクティス4
- 冬のソナタアニメ版（パク・ジヨン）
- ミディアム 霊能者アリソン・デュボア
- リゾーリ&アイルズ ヒロインたちの捜査線
- LAW & ORDER（アニタ・ヴァン・ビューレン（S・エパサ・マーカーソン））
- LAW&ORDER:クリミナル・インテント（アニタ・ヴァン・ビューレン（S・エパサ・マーカーソン））
- 私はラブ・リーガル3

### ボイスオーバー
- パーフェクトな妻たち

### CF
- 富士通
- au（ラジオ）

### VP
- 金融機関防犯対策
- ハローワーク

### 舞台
- 博品館ミュージカル「ザ・ミュージックマン」
- ミュージカル「ダイナマイトキッド」
- 劇団青芸
  - 「シンデレラNOW」（シンデレラ役）
  - 「青年の川」
  - 「小さな炎のフアンタジー」
  - 「この街」
  - 「俺たちはUFOを見た」
  - 「あんたが大将」
  - 「ちょっと不思議な物語」
  - 「てっちゃん家の白雪姫」
- 素劇舎
  - 「Play To Play」
- さかとこ演劇館　絵本シアター「勇ましいちびの仕立て屋」
- フリーマーズの「ブレーメンの音楽隊」「ライタ」
- 語り部トリオの「もうひとつの桃太郎」
- 「10年目のお目覚め!」
- 「ありときりぎりすと」